# Little Boxes
Little Boxes – piosenka napisana i skomponowana przez amerykańską piosenkarkę Malvinę Reynolds w 1962 roku, która stała się hitem dla przyjaciela piosenkarki - Pete'a Seegera w 1963 roku.
Piosenka jest polityczną satyrą opisującą zjawisko rozwoju przedmieść amerykańskich miast po II wojnie światowej i za tym idącej konformistycznej postawy amerykańskiej klasy średniej. Piosenka nazywa podmiejskie domy kolorowymi "pudełeczkami" (ang. little boxes), które wszystkie wykonane są z ticky-tacky i wszystkie wyglądają tak samo. "Ticky-tacky" to określenie tanich, kiepskich materiałów, z których wykonane są wspomniane domy. W utworze, mieszkańcy "małych pudełek" idą na uniwersytet, gdzie są pakowani w inne pudełka i kiedy kończą studia, są również zrobieni z ticky-tacky i wyglądają tak samo.
Utwór jest melodią przewodnią amerykańskiego serialu telewizyjnego Trawka. W pierwszym sezonie wykorzystany został oryginalny utwór Reynolds. W drugim, trzecim i ósmym sezonie można usłyszeć piosenkę w wykonaniu blisko 30 artystów, m.in. Linkin Park i Reginę Spektor.

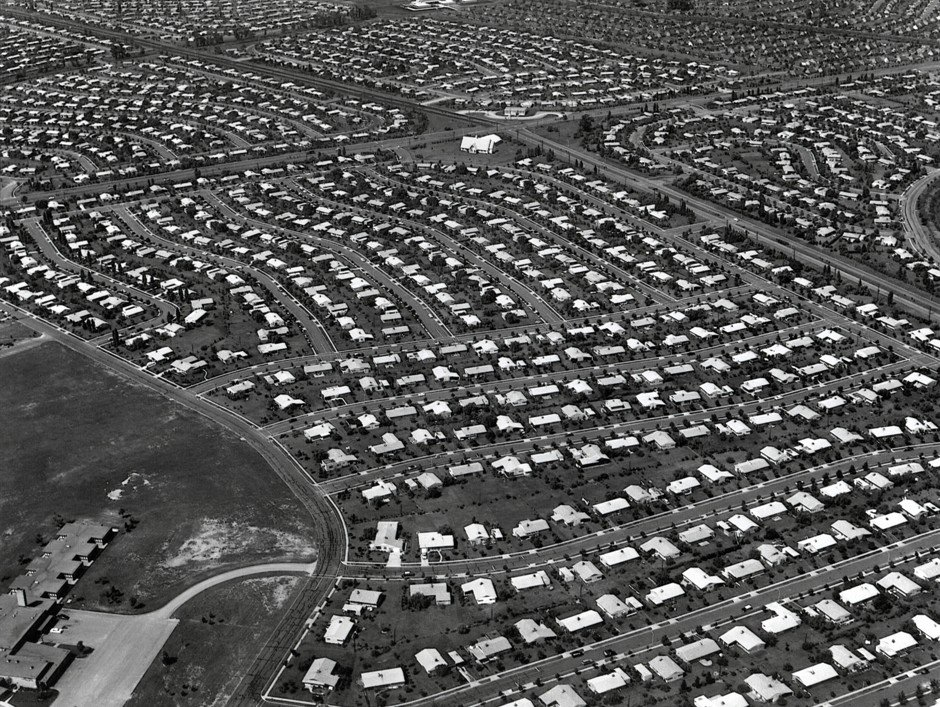
Przykład budownictwa zamieszkiwanego przez amerykańską krasę średnią, który wyśmiany został w piosence "Little Boxes".
Levittown, Pensylwania, jedno z pierwszych, większych osiedli powstałych po drugiej wojnie światowej, ukazujące bujny rozwój architektury mieszkalnej w Stanach Zjednoczonych